# Három orosz és három angol kalandjai
Jules Verne Három orosz és három angol kalandjai című regénye (3A3O) jórészt a mai Botswana területén játszódik. A szereplők földrajzi méréseket végeznek a Föld hosszúsági kör/délkör/meridián pontos ívhosszának meghatározásához. A könyv 1872-ben jelent meg először, története 1854-ben játszódik.
Más Verne-könyvekhez hasonlóan, ez a mű is először folytatásokban jelent meg a Magasin d'éducation et de récréationban, 1871. november 20-tól 1872. szeptember 5-ig.

## Tartalom
Nemzetközi bizottság három orosz és három angol tudóst küld Dél-Afrikába, hogy nagyon pontos méréssel meghatározza a hosszúsági kör egy ívfokának hosszát. A csapat munkáját nehezíti az időjárás, a flóra és fauna, valamint ellenséges bennszülöttek. Ráadásul a tudósokat végletesen megosztja a mérések végzése közben Európában kitört Krími háború.
|  | Alább a cselekmény részletei következnek! |

### Az Orange folyó partján
A hottentotta Mokoum és a csillagász Wiliam Every az Oranje folyó partján várja, hogy az európai tudós küldöttség megérkezzen. Every az előkészületekért felelős, Mokoum a helyismerettel rendelkező vezető.

### Hivatalos bemutatások
A folyón a Queen and Tzar könnyű gőzhajóval, felhajózó küldöttség épp határidőre megérkezik.

### A zuhatag megkerülése
A Queen and Tzar-t darabokra szedik, így kerülik meg a folyó zuhatagát.

### Néhány szó a "méter"-ről
Tanórával felérő részletességű, a kor tudásának megfelelő ismereteket szerzünk a geodézia tudományáról. És bár a fejezet címében szerepel a méter szó, a könyvben a francia toise hosszmérték szerepel. 1 toise = 1949 mm.

### Egy hottentotta mezőváros
Az Orange-on felfelé hajóznak. Murrayt és Mokoumot vadászszenvedélyük barátokká teszi. Lattakou városban kikötnek, felfedezik a mezővárost.

### Melyben tüzetesebben megismerkednek egymással
Átköltöznek a hajóról egy tíz utazókocsiból álló karavánba, amelyet százfős bennszülött sereg kísér és szolgál ki. Zorn és Emery is összebarátkozik. Latolgatják, nem feszíti-e szét az expedíciót a két vezető – Everest és Stux – lassan kibontakozó rivalizálása.

### A háromszögelési alap
Kimerítő ismereteket nyerünk a háromszögelés alapelveiről. A történet megértéséhez elég a gimnáziumi ismeret, mely szerint ha ismerjük egy háromszög egyik oldalának pontos hosszát és a két rajta fekvő szöget, akkor abból a háromszög összes többi száma, értéke kiszámolható. Az így nyer háromszöghöz illesztve a következőt és a következőt, felmérhető a terep vagy akár az egész Föld is.
Minél több mérést végzünk, a legkisebb hiba is megsokszorozódhat a mérés-sorozat végére. Ezért a csillagászok roppant körültekintően dolgoznak – ezt részletesen elolvashatjuk.

### A huszonnegyedik délkör
Azért a 24. délkörön végzik a mérést, mert az északi féltekén ugyanezen a délkörön is el tudják majd végezni Oroszországban, így majd összevethetik a két helyszínen mért eredményeket. Itt délen a 20 és 27 szélességi fokok közt fogják a méréseket megtenni.

### A kraal
Elvégezvén az alapméréseket, tovább indul a csapat. Egy kis falu – kraal – mellett állnak meg. Everest megtanulja, hogy robbanó golyóval nem érdemes nyúlra vadászni, mert nem marad zsákmány. Másnap előbb egy antilopot, később elefántot is lő a két vadász.

### Sodrásban
A két vezető közti feszültség nő. Egy folyó állja a geodéták útját. A csapat egy része átkel a magukkal hozott csónakon, a többiek gázlót keresnek. A csónakot a karavánt vezető irányítja. A sebes víz elragadja a csónakot, az utasoknak még egy támadó kedvű vízilóval is meggyűlik a bajuk. Mérföldekkel az indulási pont alatt, de partot érnek a túloldalon.

### Sikerült megtalálniuk Nyikolaj Palander urat
A Mokoum vezette gázló kereső csapat késik. Amikor végre feltűnik a zebrát lovagló(!) Mokoum, kiderül, hogy Palanderről mindkét társaság azt gondolta, hogy a másikkal tartott. Az angolok és oroszok kölcsönösen egymást hibáztatják, majd Palander keresésére indulnak. Már csak azért is, mert nála vannak a mérések jegyzőkönyvei.
Több napos keresés után megtalálják az elveszett tudóst, aki szokása szerint számításba temetkezve ült egy tó partján.

### Az az állomás, amely tökéletesen elnyeri Sir John tetszését
A sík vidéken egy hegyet néznek ki szögelési pontnak. A hegyre induló csapatot azonban oroszlánok visszafordítják. A mindenre elszánt vadászcsapat megküzd az oroszlán falkával, ám majdnem alul maradnak. Szerencsére a végén négy oroszlánt lelőve, kettőt megsebesítve felülkerekednek.

### A tűz kettévágja a vitát
Sikerül a hegyet is felhasználni mérési pontnak. Tovább haladva egy gyönyörű, de nagy kiterjedésű erdő állja útjukat. Az erdő körbe-mérése hetekkel lassítaná az előre haladást, de nem nagyon látszik más lehetőség, az erdő átjárhatatlan sűrűségű. A két náció összevész, hogy jobbra vagy balra kerüljék meg az erdőt.
Mokoum oldja meg a vitát és győzi le az erdőt, az erős szelet kihasználva felgyújtja azt.

### A hadüzenet
A tűzcsapáson haladva egy bennszülött szentélyre bukkannak. Egy lelepleződő mokololo harcos ki is kémleli a tudósokat, de el tud menekülni. Mokoum szerint a mokololok mások kifosztásából élnek.
Elérnek Kolobeng településre, hosszú idő után az első civilizált helyre, egy missziós településre. Az utazók megpihennek, feltöltik készleteiket. Egy pillanatra úgy tűnik, hogy Stux és Everest kibékül, miután kölcsönösen kinyilvánítják egymás tudományos munkáinak elismerését. Ám a több hónapos késéssel megérkező újságból értesülnek arról, hogy Anglia és Oroszország hadban áll. Kitört a később Krímiként ismert háború.
A kettéváló orosz és angol csapat abban állapodik meg, hogy mindkét fél folytatja a méréseket az eltervezett 20. szélességi körig, de külön-külön, más délkörön haladva.

### Egy fokkal több
Mokoum az angolok vezetője mard. Az angolok a 23 hosszúsági körön haladnak tovább. Everest rinocéroszt lő.

### Izgalmas események
Everest és Mokoum antilopokra vadászik. Ám az egyik vadászkutya felveri az állatokat, amelyek egy híján elmenekülnek. Ám Everest épp a csökönyösen helyben maradót szemelte ki, rá is lő. Amikor a tetemhez érnek, kiderül, hogy az nem élő állat volt, hanem egy mokololo harcos álcája lehetett, aki elejtette az egyik edényét.

### Mennykőcsapás és sáskajárás
Erős elektromos töltetű, jégesőben gazdag vihar támad az egyik pillanatról a másikra. Az egyik villám agyonsújt két bennszülöttet, de leteríti az épp fém műszereket cipelő Emeryt is. Ő szerencsére hamar magához tér, pár nap alatt meggyógyul.
Pár nappal később egy hatalmas sáskaraj a zöld, növényekben gazdag tájból egy-két óra alatt sivár pusztaságot varázsol. Kiderül, hogy a kisebb, zöld sáska remek étel.

### A sivatag
A lepusztult, sivatagos táj próbára teszi az angolokat és az őket kísérő bennszülötteket. Egy sóstó kelt hiú reményeket.
Végre feltűnik a Ngami-tó partja, és a partján álló Scorzef csúcs. Ahonnan lövések zaját hallják meg. Önzetlenül a megtámadottak segítségére sietnek. így találkozik össze ismét a megtámadott orosz tudós csapat a segítségükre siető angolokéval.

### Háromszögelni vagy meghalni
Rövid összefoglalót kapunk az oroszok végezte munkáról. Mivel a Scorzef az egyetlen hegy a környéken, így logikus, hogy a háromszögelésnél felhasználják – ezért kerültek ide. Amikor megérkeztek, 3-400 mokololo rájuk támadt, kifosztotta a hegy lábán hagyott szekereiket. Szerencsére a méréshez szükséges műszereket, jegyzeteket hamarabb magukhoz vették. Az oroszoknál maradt, darabjaira szedett Queen and Tzar gőzöst összeszerelve a Ngami tó egyik öblében elrejtették.
Az egyesült csapat berendezkedik a hegy tetején található elhagyott erődben. A mérés befejezéséhez azonban kellene egy mérőpont a tó másik oldalán. Ezért Emery és Zorn, a két jóbarát a kaucsuk csónakkal nekivág a tónak.

### Nyolc nap a Scorzef csúcsán
Miközben az erődbe szorultak várják, hogy két társuk elérje a tó túloldalán álló hegyet és annak tetején fényt gyújtson a méréshez, elfogy az élelmük és több alkalommal kell visszaverni a mokololok támadását.

### Fiat lux!
Újabb napok telnek el, a csúcson levők örömmel fedezik fel, hogy egy talált hangyaboly milyen fehérjedús táplálék. A mokololók végső rohamot intéznek, amelyet a végső esetre hozott gépágyúval sem sikerül feltartóztatni, csak lassítani. Az éjszakába nyúló küzdelem már majdnem tragikus véget ér, amikor kigyullad a fény a távoli hely ormán. Everest és Stux egymást segítve mér és lő.
A védekezők lemenekülnek a tóhoz, ahol a Queen és Tzar-ral elmenekülnek a mokololok elők.
Még egy utolsó ellenőrző mérés van hátra, amikor Palander ismét eltűnik. Amikor rátalálnak, roppant zaklatott, ruhája rongyokban lóg. Egy csapat babuin majom elrabolta az összes jegyzetét, számítást, az expedíció teljes kutatási anyagát.
Őrült hajsza indul a majmok kézre kerítésére, az iratok visszaszerzéséért. Szerencsével megtalálják a majmokat, számosat lelőnek, az eszét vesztett Palander puszta kézzel támad arra az állatra, amelyiknél a jegyzetek vannak. Szerencséje van, estére megsütve fogyasztják el a rablót.

### A Zambézi zuhatagai
Minden jó, ha a vége jó. Mindenki mindenkivel kibékül. Kiderült, hogy a számításaik szinte hibátlanok. Mokoumot Livingstone felkéri második Zambézin  teendő útja során. A bizottság visszaindul Európába.
|  | Itt a vége a cselekmény részletezésének! |

## Ihlet, forrás
- Nicolas-Louis de Lacaille (1713–1762) részt vett 1739-ben a Giovanni Maraldi vezette párizsi délkör (2º) pireneusoki felmérésében. Karrierje legfontosabb eseménye 1751–1754 között a déli féltekén, Dél-Afrikába, majd az Ile de France-on és a Bourbon-szigeteken tett útja volt. Elsőként készítette el a déli égbolt csillagatlaszát végzett és a földi meridián mérését a Jóreménység foka területén. Nevét néha La Caille formában olvashatjuk.
- François Arago (1786–1853), a Jules Verne által is tisztelt tudós. Tudjuk, hogy könyvtára Arago teljes alkotásait tartalmazza, köztük Az Astronomie populaire (Párizs, 1834-35, 4 kötet) François Arago és Jean-Baptiste Biot volt a felelős a párizsi meridián ívének méréséért és a Baleár-szigetekre történő kiterjesztéséért. Így nem meglepő, hogy Verne szinte szóról-szóra bekezdéseket vesz át a meridián mérésének történetéről Arago Népszerű csillagászat művéből (3. kötet, XX. Könyv, 1. táblázat). Ám az író szelektíven válogat, néhány – a történelem és csillagászat és geográfia számára fontos – szereplő és esemény kimarad, ez a könyv olvashatóságán semmiképp sem ront.
- Paul Henri Garcet (1815 Provins – 1871 Párizs) francia matematikus, Jules Verne unokatestvére. Verne a 3A3O-ban szinte teljes egészében átvette unokatestvére Cosmographie című könyvének egy részét (lásd VIII. fejezet). illetve a háromszögelés alapelvének ismertetését. Az unokatestvér más művei segítették Vernét az Utazás a Holdba és az Utazás a Hold körül művek tudományos részeinek írásakor.

## Szereplők
- Mokoum, kb. 40, angol apa, hottentotta anya, busman. Korábban David Livingstone vezetője volt (az író szerint)
- Mathieu Strux, orosz, a Pulkovói Obszervatórium csillagásza, az orosz küldöttség vezetője,
- Nicolas Palander, 55 orosz, Helsinki, magába zárkózó, csak számításainak élő tudós
- Michel Zorn, orosz, Kijev, csillagász,
- Everest ezredes
- William Emery, 25-26, fokvárosi csillagász
- Sir John Murray, Devonshire-i születésű
- foreloper, a karaván vezetője, felderítője. Verne nem adott nevet ennek a szereplőnek.

### Nicolas Palander
A szereplő névadója – vélhetően – Gabriel Palander (1776 Vanaja – 1821 Turku) volt, a Turku Akadémia történelem és elméleti filozófia finn professzora. Palander matematikus is volt, és Jöns Svanberg matematikussal részt vett az 1801–1802-es fokméréseknél Västerbottenben és a Lapföld.
A szereplő karakterét feltehetően André-Marie Ampère (1775 Lyon – 1836 Marseille) francia fizikus, kémikus, matematikus adta. Nevét őrzi az áramerősség SI-mértékegysége, az amper. A feltételezést erősíti a XI. fejezet záró mondata: André Acupére, a világ legszórakozottabb tudósa, nem tett volna túl rajta szórakozottságban. Az első, Magasin d'éducation et de récréation-ban történt megjelenés után kiadója, Jules-Pierre Hetzel kérésére Verne módosította a nevet.
Nicolas Palander egyik fő tevékenysége a logaritmus táblázatok hibáinak keresése.
"- Megtaláltam! Megtaláltam!
- Mit talált meg, Palander úr? – kérdezte Sir John.
- Egy hibát a 100 logaritmus tizedében, Wolston táblázata szerint."
A különböző szög- és logaritmus függvények értékeit a számítógép előtti időben táblázatokból kellett kikeresni, ilyen volt például Magyarországon gimnáziumban használatos négyjegyű-függvénytáblázat. Noha a szerzők és kiadók mindent elkövettek a hibátlan számértékekért, rendszerint díjat tűztek ki a hibás érték felfedezőjének.

### Everest ezredes
Az angol küldöttség vezetőjének névadója nyilvánvalóan George Everest (1790–1866). Everest folytatta a William Lambton (1756–1823) által megkezdett munkát, India geodéziai felmérését, e munka iránt tisztelegve javasolta Andrew Wraugh (1810–1878) a Himalája legmagasabb csúcsának elnevezését Everestről.
George Everest 1820-1821 között Fokvárosban gyógyult az Indiában szerzett trópusi megbetegedéséből, ám megragadta az alkalmat, hogy ellenőrizze Lacaille munkáját. Feljegyzéseiben ő is megemlíti, hogy a nagy hegyek befolyásolhatták a mérés pontosságát.

### Mathieu Strux
Az orosz delegáció vezetőjét Verne Friedrich Georg Wilhelm von Struve-ról (1793–1864) mintázta. Sttruve a Pulkovói Obszervatórium vezetője volt 1839-től. A norvégia Hammerfestben álló Fuglenes világítótoronytól a Duna deltája melletti, ma Ukrajnához tartozó Stara Nekraviska faluig terjedő geodézia háromszögelő munkáját 1816-ban kezdte meg. A Struve földmérő vonal 2005 óta az UNESCO világörökség része.
Bár Verne nem nevezi meg, de egyértelmű az utalás:
"Elhatározták tehát, hogy a 24. délkörön fogják végezni az ívmérést, mert ez azon előnyt biztosította, hogy Európa felé meghosszabbítva orosz területen is ugyanennek a délkörnek az északi féltekére eső ívét mérhetik meg annak idején." (VIII. fejezet)

### Sir John Murray
"… a gazdag tudós éppoly önzetlen és szenvedélyes dilettáns, mint Ross és Lord Elgin…"
Ahogy a könyv lábjegyzetében is szerepel:
- John Ross, angol utazó (1777-1856) valóban végzett némi csillagászati tevékenységet sarkköri felfedező útjai során, hasonlóan James Clark Rosshoz (1800-1862). Verne a két angolt véletlenül vagy szándékosan, de folyamatosan összekeveri.
- Thomas Elgin lord (1766-1841) arról nevezetes, hogy 1801-1812 közt a török uralom alatt senyvedő Görögországból számos művészeti emléket (az athéni Parthenón, az Erekhteion, a Propülaia szobrait s építészeti elemeit, domborműveit) csempészett ki, vitetett Angliába: ezek ma a British Múzeum legértékesebb – Görögország által visszakövetelt – darabjai közé tartoznak.
- William Parsons ír főnemes birtokán megépítette a világ akkori legnagyobb távcsövét – ám ehhez nem volt szüksége más támogatására, ellentétben a könyvben említettel.
- Murray szenvedélyes vadász mivoltát William Charles Baldwinról (1827-?) mintázta Verne. Baldwin 1852–60 között Dél-Afrikában tett útjáról African Hunting címmel könyvet is kiadott (1863). A könyv ábráit felhasználva készítette Jules-Descartes Férat a könyv 5.[2] és 6.[3] ábráját.
- John Murray, a névadó, 1768-ban alapított könyvkiadót Londonban, amely máig létezik. 1836-ban adta ki első utikönyvét, ebből a sorozatból több megtalálható volt Verne könyvtárában. Ahogy a David Livingstone Missionary Travels (1857) és a Davis és Charles Livingstone: Narrative of an Expedition to the Zambesi and its Tributaries; and of the Discovery of the Lakes Shirwa and Nyassa 1858-1864 (1865) könyvek is.

## Érdekességek
- A mérés pontossága nagy szerepet játszik a regényben és természetesen a valóságban is. A hibák csökkentésére két eljárást alkalmaznak. Az egyik a Borda-féle ismétlő kör, a másik – pontosabb eredményt adó – Gauss legkisebb négyzetek módszere.

### A Borda-féle ismétlő kör
A Jean-Charles de Borda által tökéletesített mérési mód a mérési hiba kiszűrését szolgálta. Az eljárás lényege, hogy a távcsőhöz hasonlatos mérőeszközt egy tengelye körül kivízszintezett, minimum fok beosztással ellátott kör alakú lemezre rögzítik. A távcső és a lemez külön külön, de azonos tengelyen forgatható. A feladat két tárgy közti szög megmérése, a mérés lépései:
1. A távcsővel bemérik az egyik tárgyat, a lemez nulla értékét a mérés irányhoz igazítják.
2. Rögzítik a lemezt, a távcsővel bemérik a másik tárgyat.
3. Rögzítik a távcsövet, majd kioldják a lemez rögzítést.
4. A lemezt forgatva újra bemérik az első tárgyat.
5. Az első ponttól ismétlik a műveletet.

Ahányszor ismétlik, annyiszoros eredményt kapnak. Így az egyes mérések plusz-mínusz pontatlansága kiegyenlítheti egymást, azaz jobb eredményt kapnak, mint egyetlen mérés esetén. A Borda-féle ismétlő kör eljárás fejlesztett változatában a fentihez hasonló eszköz tovább fejlesztett változatát használják. A lényeges különbség, hogy ezen két mérőeszköz, távcső található. Így a forgatások és rögzítések száma csökken, ezzel a hiba lehetőség is csökken.
A Borda-féle ismétlő kör eljárás fejlesztett változatában a fentihez hasonló eszköz tovább fejlesztett változatát használják. A lényeges különbség, hogy ezen két mérőeszköz, távcső található. Így a forgatások és rögzítések száma csökken, ezzel a hiba lehetőség is csökken.
- A mérés pontosságát befolyásolja a Föld alakja, amely nem szabályos gömb, hanem forgási ellipszoid. Emiatt a hosszúsági fokok hossza is eltér egymástól, bár a hétköznapi életben egyenlő hosszúnak tekintjük őket. Lacaille mérése, amit etalonként emlegetnek a könyvben, a Franciaország folytatta méréseit, azaz 10-15 fokkal a sarokhoz közelebb, mint regénybeli hőseink (20-29 fokok közt).[5] Ezért a könyv végi öröm, mely szerint szinte azonos mérési eredményük Lacaille eredményével megegyezik. Ez ugyanis azt jelenti, hogy pontatlanabb az eredményük.
- Mokoum személyét Cooper Bőrharisnyájához hasonlítja (I. fejezet)
- Ez a regény tisztelgés David Livingstone felfedező (1813–1873) előtt. Utazásuk során a 3O3A hősei folyamatosan Livingstone nyomában járnak, gyakran keresztezik útját vagy szállnak meg ott, ahol Livingstone is megszállt.  Verne kölcsönvette Livingtone általa kitalált vezetőjét a bushman Mokoumot.
- A IX. fejezet címét adó „kraal“ kifejezést Verne A gőzház regényében is használja. Ám ott az utazók kocsijai alkotnak kör formájú alkalmi falut, ebben a regényben a bennszülöttek egyik falu formáját nevezi így. A kraal jelentése az utóbbi.
- Verne 1872-ben írta a könyvét. Az 1854-ben játszódó történetben sejteti, hogy szerint Nagy-Britannia és Oroszország csatlakozik a metrikus rendszerhez. Ezt Nagy-Britannia csak 1897-ben kezdi meg, Oroszország pedig az 1917-es forradalmat követően.
- A Struve földmérő vonal északi pontját, a norvégiai Hammerfestben található emlékművet Verne megemlíti az 1894-ben megjelent Antifer mester csodálatos kalandjaiban (Mirifiques Aventures de maître Antifer)-ben [69].
- Magyar László (Afrika-kutató)  (1818-1864) felfedező, utazó. 1850-ben fölfedezte a Kongó és a Zambézi közti vízválasztót. Nevét Verne megemlíti a nyolcadik fejezetben.
- A geodéták megszállnak a Kolobeng Missziónál, itt kapják a hírt a Krími-háború kitöréséről. A Misszió valóban létezik, 1847-ben alapították. Livingstone valóban megszállt ott az utolsó, harmadik útján. A regény végén Livingstone a második útjára készül (XIV. fejezet).
- A tudósok a Novara magyar hajó fedélzetén térnek vissza Afrikából (XXII. fejezet). Ez akár meg is történhetett,[6] a Novara 1857-59 között világkörüli tudományos expedíción vett részt, eljutott egészen Sydneyig.

## Magyar kiadások
- Magyar Kereskedelmi Közlöny hírlap-és könyvkiadó, 1872, fordította: Balla Károly, illusztráció: Vedrődi István[7]
- Franklin-Társulat, 1890, fordította: Nagy István[8]
- Franklin-Társulat, 1904, fordította: Nagy István[9]
- Franklin-Társulat, 1931, fordította: Nagy István,
- Unikornis, 2002, fordította: Nagy István, 232 oldal, ISBN 9634274552[10]
- Három orosz és három angol kalandjai Dél-Afrikában, Eisler G. kiadása, fordította: Zempléni P. Gyula, 306 oldal[11]
- Alexandra, Pécs, fordította: Nagy István, 288 oldal, ISBN 9638214066[12]